# Chrysis gracillima
Chrysis gracillima  (лат.) — вид ос-блестянок рода Chrysis из подсемейства Chrysidinae.

## Распространение
Западная Палеарктика. Европа, Северная Африка и Ближний Восток.

## Описание
Клептопаразиты ос: Microdynerus (Vespidae) и возможно Trypoxylon clavicerum (Crabronidae).
Посещают цветы Apiaceae и Euphorbiaceae. Период лёта: июнь - август.
Длина — 4—7 мм. Ярко-окрашенные металлически блестящие осы. Грудь и голова сине-зелёные, брюшко золотисто-красное. Тело узкое, вытянутое.
- Подвиды
  - Chrysis gracillima aurofacies (Trautmann, 1926)
  - Chrysis gracillima gracillima (Förster, 1853)
  - Chrysis gracillima styx (Trautmann, 1926)